# افضل احمد
افضل احمد (بنگالی: আলফাজ আহমদ؛ زادهٔ ۶ ژوئن ۱۹۷۳) بازیکن سابق و مربی فوتبال اهل بنگلادش است.
وی همچنین در تیم ملی فوتبال بنگلادش بازی کرده است.
وی در مسابقات کشوری و بین‌المللی در مجموع برندهٔ ۲ مدال طلا و ۱ مدال نقره شده است.